# 緑の少年団
緑の少年団（みどりのしょうねんだん）は、林野庁所管の公益社団法人 国土緑化推進機構が国土緑化運動を推進する事業の一つ。 次代を担う子供たちが、緑と親しみ、緑を愛し、緑を守り育てる活動を通じて、ふるさとを愛し、そして人を愛する心豊かな人間に育っていくことを目的とした団体。活動の主体となるのは、学校に通う児童・生徒でサポートする保護者やボランティア、地域グループ、子ども会、学校の先生などで構成される。2020年1月現在で、47都道府県、3,225団体、328,280人となっている。

## 沿革
- 1960年（昭和35年） - 国土緑化推進委員会が「グリーン・スカウト」の名称で緑化を実践する少年団の結成を呼びかけ、各地で少年団が誕生[1]
- 1969年（昭和44年） - 秋田県（秋田県林務部、秋田県教育委員会、秋田県青少年交通対策室の連名）から「緑の少年団の結成について」の提案があり、以後各県で緑の少年団が結成される
- 1974年（昭和49年）5月19日 - 第25回全国植樹祭（岩手県 県民の森）に1,800人の森林愛護少年団（緑の少年団の前身）が初参加
- 1978年（昭和53年）3月 - 「緑の少年団情報」創刊
- 1979年（昭和54年）1月25日 - 初の緑の少年団指導者研修会
- 1980年（昭和55年）6月 - 緑の少年団安全会を設置
- 1981年（昭和56年）7月29日 - 第１回全国緑の少年団交流集会
- 1989年（平成元年） - 「全国緑の少年団連盟」設立
- 1990年（平成2年） - 「緑の少年団全国大会」開始
- 1999年（平成11年） - 「緑の少年団 国際交流事業」を開始
- 2016年（平成28年）1月 - 団体規模は、3421団体、約33万人となる

## 活動

### 活動目的
次代を担う子供たちが、緑と親しみ、緑を愛し、緑を守り育てる活動を通じて、ふるさとを愛し、そして人を愛する心豊かな人間に育っていくことを目的とした団体

### 活動内容
- 学習活動
  - 団員の年齢に応じて、緑や森林の働きの学習、緑を守る学習、自然のなかの鳥獣・昆虫などの観察・愛護の学習など
- 奉仕活動
  - 自主的な活動として、緑の募金運動への協力、緑化行事への参加、公園・緑地帯の清掃、パトロール、標示板の設置や取り替えなど
- レクリエーション活動
  - ハイキングやキャンプなど

### 顕彰・発表
- みどりの奨励賞
- 育成功労賞（個人・団体）
- 全国緑の少年団活動発表大会

### 相互交流
- 都道府県やブロックでの交流集会
- 国際交流
- 全国植樹祭や全国育樹祭など緑化行事に参加

## 団の構成
活動の主体となる団員と活動の指導・助言を行う指導者により構成
- 団員：原則として小学生及び中学生で、地域や学校を単位として結成
- 指導者：森のインストラクターや森林ボランティアの皆さん、地域グループ、子ども会、公民館や学校の先生方が指導者として協力

## 全国の少年団連盟・団員数
| 年月      | 都道府県 | 学校単位 | 学校単位 | 地域単位 | 地域単位 | 計    | 計      |
| 年月      | 都道府県 | 団数     | 団員数   | 団数     | 団員数   | 団数  | 団員数  |
| --------- | -------- | -------- | -------- | -------- | -------- | ----- | ------- |
| 2018年1月 | 47       | 2,705    | 284,786  | 628      | 43,854   | 3,333 | 328,640 |
| 2019年1月 | 47       | 2,696    | 286,322  | 594      | 43,705   | 3,290 | 330,027 |
| 2020年1月 | 47       | 2,645    | 285,889  | 580      | 42,391   | 3,225 | 328,280 |